# Marcel Marceau
Marcel Mangel, francoski pantomimik, * 22. marec 1923, Strasbourg, Francija, † 22. september 2007, Pariz, Francija.
Svetovno znani francoski pantomimik je bolj poznan pod svojim umetniškim imenom Marcel Marceau. Zaslovel je s svojim likom žalostnega črno-belega klovna gospod Bip.